# Bobang Phiri
Bobang Molebetsi Phiri (né le 5 mai 1968) est un athlète sud-africain, spécialiste du 400 mètres.

## Biographie
Il remporte le titre du 400 m lors des Championnats d'Afrique de 1992, à Maurice, en devançant dans le temps de 45 s 42 les Kényans Kennedy Ochieng et Abednego Matilu.
Son record personnel de 45 s 51 est établi lors des quarts de finale des Jeux olympiques de 1996, à Atlanta.

### Palmarès
| Date | Compétition            | Lieu             | Résultat | Épreuve   | Performance   |
| ---- | ---------------------- | ---------------- | -------- | --------- | ------------- |
| 1992 | Championnats d'Afrique | Belle Vue Maurel | 1er      | 400 m     | 45 s 42       |
| 1994 | Jeux du Commonwealth   | Victoria         | 8e       | 400 m     | 46 s 35       |
| 1995 | Jeux africains         | Harare           | 3e       | 4 x 400 m | 3 min 03 s 65 |

### Records
| Épreuve | Performance | Lieu    | Date            |
| ------- | ----------- | ------- | --------------- |
| 400 m   | 45 s 51     | Atlanta | 27 juillet 1996 |